# حداد بن حسن الكاف
عمر بن حسن الكاف ولقبه حداد (1327 - 1389 هـ) شاعر وملحن غنائي حضرمي. قال الشعر في سن مبكرة متأثرًا بكبار شعراء العرب خاصةً من فترة ما قبل الإسلام. تعلم العزف على آلتي العود والكمان، وصاغ عدد من القصائد التي تميزت بالغزل والحكمة. وله بصمات واضحة في تطوير أشعار الدّان وألحانه بحضرموت. أبدع خلال ما يقارب من نصف قرن من الزمان كثيرًا من روائع أغنيات الدّان الحضرمي لحنًا وشعرًا والتي أصبحت اليوم معروفة بصورة واسعة في ساحة الغناء وتغنّى بها الكثيرون من الفنانين.

## نسبه
عمر بن حسن بن عبد الله بن عبد الرحمن بن أحمد بن محمد بن علوي بن محمد بن أحمد بن محمد بن أحمد بن محمد بن أحمد الكاف بن محمد كريكرة بن أحمد بن أبي بكر الجفري بن محمد بن علي بن محمد بن أحمد الشهيد بن الفقيه المقدم محمد بن علي بن محمد صاحب مرباط بن علي خالع قسم بن علوي بن محمد بن علوي بن عبيد الله بن أحمد المهاجر بن عيسى بن محمد النقيب بن علي العريضي بن جعفر الصادق بن محمد الباقر بن علي زين العابدين بن الحسين السبط بن علي بن أبي طالب، وعلي زوج فاطمة بنت محمد ﷺ.
فهو الحفيد 36 لرسول الله محمد ﷺ في سلسلة نسبه.

## مولده ونشأته
ولد عام 1327 هـ في مدينة تريم بحضرموت بين أحضان عائلة جمعت بين العلم والمال والأدب والفن. وكان والده الشاعر حسن بن عبد الله الكاف قد أسماه عمر ولقبه بـ«حدّاد»، فغلب اللقب على الاسم. وكأبناء عصره استفتح حدّاد حياته الدينية والعلمية بتعلّم القرآن الكريم في المعلامة المسماة بـ (عُلْمة سعيد) الواقعة بالسحيل. بعد ذلك ألحقه والده برباط تريم فقرأ في علم الفقه والنحو وقرأ التجويد وتعلّم الخط والإملاء. وفي مدرسة الحق بتريم درس علوم الفقه واللغة العربية إلى جانب العلوم الطبيعية والعلوم الأخرى كالتاريخ والجغرافيا والحساب وغيرها. في هذه البيئة العلمية التريمية تطورت ثقافته وتكونت لديه خلفية فقهية أهّلته لأن يكون يومًا أحد أعضاء مجلس الإفتاء بتريم. وفي مكتباتها اطلع حداد على نفائس الأدب العربي والتاريخ، وعاش حياة عريضة ومليئة بالنشاط الثقافي والإبداعي.

## شيوخه
تعلم على يد شيوخ علم أجلاء أمثال:
| - عمر بن سعيد باغريب - أحمد بن عمر الشاطري - عبد الله بن عمر الشاطري | - عبد الباري بن شيخ العيدروس - أبو بكر بن محمد السري - محمد بن عوض بافضل | - علوي بن عبد الله بن شهاب الدين - عبد الله بن عيدروس العيدروس - علي بن عبد الرحمن المشهور | - محمد بن سالم السري - علوي بن عبد الرحمن المشهور |

## حياته الفنية
كان حداد إلى جانب ولعه بالشعر وسماع الموشحات والأناشيد الدينية يميل إلى جلسات الطرب والموسيقى. وقد تأثر في ثقافته الموسيقية والفنية بكل من الفنان عبد القادر بن حسين الكاف الملقب «سعيّد»، والذي كان يعد من أبرز العازفين على آلة العود في مدينة تريم آنذاك. كما أخذ العلم والمعرفة الفنية عن رجل عارف كانت له اهتمامات علمية وفنية وهو العلّامة عمر بن عبد الله الحبشي. وهكذا كانت البداية حيث تعلّم حداد العزف على آلتي العود والكمان، ثم إنه استوفد، كما يقال، من مدينة عدن الفنان عمر غابة ليعلّمه فنون آلة الكمان (الربابة).

### شعره
يرى الكثيرون من عشاق فن الدان أن شعر حداد بن حسن يكاد يكون معظمه في الغزل وهو غزل راق رفيع المستوى كونه مشبوبًا بالعاطفة والخيال الخصب ومملوءًا بالرقة والإحساس الصادق. يقول الأستاذ محمد عبد القادر بامطرف: «إن حداد كان متميزًا بين الشعراء الغزليين الحضارمة وكان يمتلك قوة استبصار وملكة في إنشاء المعاني والصور الجميلة لم نجدها في الغزليين الذين عاصروه أو الذين أتوا بعده إلى الآن؛ ومن هنا كان إقبال عشّاق فنّه المنقطع النظير على أشعاره وألحانه ومن هنا كان احتلاله تلك المنزلة السامية التي لم يطاوله في احتلالها أحد إلى يومنا هذا».

### ألحانه
وإلى جانب كونه شاعرًا فقد كان ملحنًا مجيدًا. يقول الملحّن سعيد مبارك مرزوق: «وحداد بن حسن الكاف شاعر وملحّن له ألحان كثيرة». ويقول عن ذلك الأستاذ محمد عبد القادر بامطرف: «حينما انتقلت من المكلا للعمل في سيئون بوادي حضرموت عام 1946 م وجدت أن أصوات (الدان) وأشعارها في الوادي كان يسيطر عليها اثنان من أساطين الشعر الشعبي وألحانه، وكان بقية الشعراء الشعبيين والملحنين يدورون في مدار هذين العملاقين، كان العملاق الأول: عمر بن حسن بن عبد الله الكاف الملقب (حدّاد) من أبناء مدينة تريم، وكان العملاق الثاني: سعيد مبارك مرزوق من مدينة سيئون. وقد ظل هذان العملاقان متربعين على عرش ألحان الدان قرابة نصف قرن من الزمان إلى أن توفاهما الله».
ومن الأغنيات التي اشتهرت من كلمات وألحان حداد بن حسن هي: (يقول بن هاشم بكت لعيان دم)، و (شلّ صوتك واحكم المغنى)، و (خرج فصل طاب الأنس)، و (قال المعنّى بن حسن)، و (حيا ليالي جميلة)، و (يا رب سالك تخلّي سرّنا مكتوم)، و (طاب السمر قل دان يا بن زين) وغيرها الكثير.

### فنانون تغنوا بأشعاره وألحانه
فمن أبرز مغنيي الدان الذين تغنوا بأشعار حدّاد بن حسن وألحانه:
| - عوض حيمد باسعيدة - عوض عبيد فاضل | - عبد الله بن برك - عوض بن يسلم بريك - هادي بن يسلم بريك | - عبيد مبارك باني - سعيد بن فريج - عاشور الشن | - سعيد مبارك مرزوق - عوض سالم بارمادة |

أما أبرز المطربين الذين تغنوا بأشعاره وألحانه فنذكر منهم:
| - عاشور بن يسر أمان - عيدروس بن سعيّد الكاف - حسين بن سعيّد الكاف - محمد جمعة خان - شيخ بن عبد الله البار - أبو بكر بن سالم بلفقيه | - كرامة مرسال - بدوي يسلم زبير - علوي بن عبد القادر الكاف - صالح بن عبد القادر الكاف - محمد بن سعد عبد الله - فيصل علوي - يسلم بن عبد الله دحي | - سعيد بن عبد النعيم خميس - عبد الرب إدريس - علي بن أبي بكر العطاس - محفوظ محمد بن بريك - حسن بن صالح باحشوان - مفتاح سبيت كندارة - عبد الرحمن بن عبد الله الحداد | - عبد القادر جمعة خان - صالح مبارك سالمين - علوي بن صالح الكاف - عبد الله بن سالم مخرّج - سعيد عبد الخير |

## ذريته
خلّف من بعده أولادًا من الذكور خمسة وهم: حامد، وحسن، وعلي، وعبد القادر، وسالم، ومن الإناث سبعة، وجميعهم من ست زوجات.

## وفاته
توفي في السادس عشر من شهر ربيع الأول سنة 1389 هـ أثناء زيارة قام بها إلى منطقة الهجرين بدوعن مع كوكبة من العلماء والدعاة إلى الله، ودفن في اليوم التالي في مقبرة زنبل بمدينة تريم.

### استشهادات
1. ↑  موسوعة شعر الغناء اليمني في القرن العشرين، الجزء الخامس، الصفحة 1969، الطبعة الثانية 2007، رقم الإيداع في دار الكتب:(297)
2. ↑  السقاف، عبد الله بن محمد (1353 هـ). تاريخ الشعراء الحضرميين. القاهرة، مصر: مطبعة حجازي. ج. الجزء الخامس. ص. 197. {{استشهاد بكتاب}}: تحقق من التاريخ في: |تاريخ= (مساعدة)
3. ↑  المشهور، عبد الرحمن بن محمد (1404 هـ). شمس الظهيرة (PDF). جدة، السعودية: عالم المعرفة. ج. الجزء الثاني. ص. 415. مؤرشف من الأصل (PDF) في 2 يناير 2020. {{استشهاد بكتاب}}: تحقق من التاريخ في: |تاريخ= (مساعدة)
4. ↑  يابلي، نجيب محمد. "رجال في ذاكرة التاريخ". صحيفة الأيام. مؤرشف من الأصل في 2021-04-03.
5. ↑  "ثلاثون 30 قصيدة لعميد الدان وعاشق النغم حداد بن حسن الكاف". التراث الحضرمي. مؤرشف من الأصل في 2020-01-29.
6. ↑  باشراحيل، رياض عوض. "في الذكرى المئوية لميلاد رائد التجديد في الأغنية الحضرمية.. سلطان العشاق وعاشق الدان.. حداد بن حسن الكاف". صحيفة الأيام. مؤرشف من الأصل في 2021-04-03.

## روابط خارجية
- ديوان الشاعر حداد بن حسن الكاف - Internet Archive.